# Резетдинов, Леонид Фиатович
Леони́д Фиа́тович Резетди́нов (р. 5 августа 1961, Ленинград, РСФСР, СССР) — российский композитор, автор опер и балетов, симфонической и камерно-инструментальной музыки, музыки к ряду кинофильмов и спектаклей. 

## Биографическая справка
Резетдинов Леонид Фиатович (1961, Ленинград) — окончил Ленинградскую консерваторию по классу композиции у профессора Б. И. Тищенко в 1985 году. С 1988 года член Союза композиторов России. В 1990 году посетил мастер-курсы ISCM в Польше под руководством В. Лютославского. С 1990 по 1998 год преподавал композицию и инструментовку в Музыкальном училище имени Н. А. Римского-Корсакова.
С 2000 года является Генеральным директором и продюсером студии RK Production. 
С 2019 года Председатель Правления Музыкального фонда Санкт-Петербурга.
Автор опер и балетов, симфонической и камерно-инструментальной музыки, музыки к ряду кинофильмов и спектаклей.
Сочинения Леонида Резетдинова исполняются ведущими оркестровыми, хоровыми и камерными коллективами в России, Европе, Азии и Америке под управлением выдающихся дирижеров современности: Валерия Гергиева — «Пасхальный фестиваль», Фуата Мансурова — «Камерные оркестры Санкт-Петербурга», Джеффри Мейера, Владимира Альтшулера, Рашида Скуратова, Сабрие Бекировой — «Звуковые пути», Равиля Мартынова, Александра Титова, Леонида Корчмара, Алима Шахмаметьева, Максима Валькова — «Музыкальная весна», Дмитрия Хохлова — «Россия и Америка — играем вместе», Василия Петренко, Аркадия Штейнлухта, Александра Кантрова, Ларисы Яруцкой — «Земля детей», Федора Леднева — «Европа-Азия», Евгения Бушкова, Юрия Серова — «Музыкальная коллекция», Михаила Голикова — «Петербургские дожди», Фабио Мастранджело — «Культурный форум»,  Ивана Столбова — «Северная лира». Среди исполнителей — ведущие солисты России и зарубежья: Игорь Урьяш, Вероника Джиоева, Олеся Петрова, Джейн Менинг, Григорий Чернецов, Дмитрий Хрычев, Ринат Шакиров, Николай Мажара, Олег Малов, Виктор Высоцкий, Лев Журавский, Елена Иготти, Леонид Шукаев, Михаил Крутик и др.
В 2004 году Леонид Резетдинов стал Лауреатом Международного конкурса современной музыки Kawai Contest Chikago (USA) за сочинение «Три трагических сонета Уильяма Шекспира», выступление в Middlebury Concert Hall, Vermont (сопрано — Е. Иготти).
В 2012 году Резетдинов стал Лауреатом VI международного конкурса симфонической музыки им. Андрея Петрова (Санкт-Петербург, Большой зал Филармонии) за симфонический этюд «Perpetuum mobile — XXI» и конкурса симфонической музыки для детей «Петя и волк» (Екатеринбург, Государственная областная Филармония) за симфоническую сюиту «Музыкальный зоопарк».
В 2013 году стал Лауреатом Международного конкурса «Хоровая лаборатория XXI век. Музыка для детей и юношества» за сюиту «Веселые глазки» на стихи Саши Черного.
В 2015 году стал Лауреатом I международного конкурса симфонической музыки им. Д. Д. Шостаковича за симфоническую фантазию «Джунгли».
Автор также активно работает в киномузыке, им написано более 40 саундтреков к художественным и документальным фильмам, среди которых — «Путешествие в счастливую Аравию», «Посвящение в любовь», «Таганское танго», «Улицы разбитых фонарей», «Васильевский остров», «Женские мечты о дальних странах», «Прозрение» («Слепое кино»), «Полярник», «Обухов», «Артист», «Как закаляется сталь»...
В кинопроизводстве как продюсер и композитор работал с такими звёздами российского кино, как: Владимир Шевельков, Сергей Мигицко, Иван Краско, Алиса Фрейндлих, Екатерина Васильева, Ия Нинидзе, Максим Аверин, Сергей Перегудов, Илья Носков, Нонна Гришаева, Сергей Мазаев, Татьяна Буланова, Юлия Михальчик, Николай Волков, Андрей Красавин, Валерий Наумов, Макс Осадчий, Игорь Кожевников, Костя Цзю и др.
В 2024 году Леонид Резетдинов получил благодарность Правительства Санкт-Петербурга за значительный вклад в развитие культуры.
Музыка Леонида Резетдинова широко издается и записывается на CD в России и за рубежом.

## Призы за работы в кино
- «Васильевский остров»  - лучший телевизионный художественный фильм, XII Бердянский международный кинофестиваль, 2009;
- Документальный фильм «Полярник» - три Гран-при на Международных кинофестивалях: «Silver Gentian», Тренто, Италия; «Arctic International non -fiction films festival», Москва; «Зелёная гвоздика», Сочи, Россия, 2010;
- Телевизионный художественный фильм «Женские мечты о дальних странах» - Гран-при на Международном кинофестивале DetectiveFEST, Москва 2011.
- «Как закаляется сталь» - фильм получил Приз на ХII Международном фестивале военного кино имени Ю.Н. Озерова. Фильм награжден призом Св. Благоверного князя Олега Брянского. Фестиваль проходил в городе Севастополь в 2014 году.
- Короткометражный художественный фильм «Артист» -  награда на фестивале London Web Fest 2022 г., награда на British Film Festival 2023 г.

## Сочинения
Среди сочинений Леонида Резетдинова:
Оперы:
- «Алые паруса», опера-феерия по одноименному роману А. Грина
- Свинопас или сто принцессиных поцелуев, опера в 2-х актах по одноименной сказке Х.К. Андерсена
- Похождения бравого солдата Швейка, оперные сцены по одноименному роману Я. Гашека,
- Китч-оперетта «Цирк Принтипрам»,
- «Победа над Солнцем», фрагмент оперы по стихам А. Крученых,
- «Юрий-Мурин», моноопера для детей и взрослых по мотивам книги В. Келера «Сказки одного дня»
- «Винни - Пух и все-все-все», оперные сцена по мотивам А. Милна.

Балеты:
- Андрей Рублев, балет в 2-х актах (10-ти картинах) по мотивам одноименного киносценария А. Тарковского и А. Кончаловского,
- Сады земных наслаждений, балет в 1-м акте по Триптиху И. Босха
- Фантастические танцы кукол, балет в 1-м акте (по мотивам «Танцев кукол» Д. Д. Шостаковича).
- Путешествия в зоопарк, балет - фантазия в 1-м акте
- Ненависть, балет в 1-м акте (по военным стихам О. Берггольц)

Симфоническая музыка:
- Пять симфоний (в том числе № 2 «Симфония планет», № 3 «Матрица», № 4 «Босх. Сады земных наслаждений», №5 "Игры Богов")
- Лестница Лигети, для фортепиано и симфонического оркестра
- Красный паровоз, фантазия для симфонического оркестра,

- Болеро-либеро, для большого симфонического оркестра,
- Джунгли, симфоническая фантазия для оркестра,
- Фейерверк-Hanabi, симфоническая фантазия для фортепиано и оркестра,
- Perpetuum mobile — XXI, симфонический этюд для оркестра,
- Солярис, симфонический этюд для оркестра,
- Страшный суд, симфоническая поэма для солистов, хора и оркестра по мотивам киносценария А. Тарковского и А. Кончаловского
- Музыкальный зоопарк, сюита для симфонического оркестр
- Весёлый паровоз, сюита для симфонического оркестра
- Сказки роботов для чтеца и симфонического оркестра, посвящается С. Лему - великому сказочнику будущего.
- Идиот, симфония памяти Ф. М. Достоевского для струнного оркестра,

Вокально-симфонические и камерные произведения для различных составов, среди них:
- Пять камерных симфоний (в том числе «Маленькая инструментальная месса», «Модерн» и «Kleine Welten»),
- Лирическая сюита памяти Альбана Берга, для струнного оркестра,
- Три трагических сонета Уильяма Шекспира, кантата,
- Испанские песни на народные слова, для сопрано, струнных и ударных
- Чаплин, сюита для оркестра
- Мелодии страны советов, для солистов, хора и оркестра
- Заклятие Солнца, концертная фантазия для флейты и фортепиано и камерного оркестра,
- Петербургские ноктюрны, лирическая сюита для фортепиано, струнных и ударных,
- Beethoven plus, конерт для арфы и оркестра,
- Четыре рубаи о любви Омара Хайяма для флейты, гобоя, кларнета и камерного оркестра,
- Эротические танки Рубоко Шо для сопрано, тенора и камерного ансамбля,
- Три-о-танго для фортепиано и струнного оркестра
- На край света, сюита для оркестра из одноименного кинофильма,
- Рок-Токката для струнного оркестра,
- Вейерштрасс, семь математических множеств для инструментального нонета,
- Космос Крамба для ансамбля
- «Timelapse», трагический этюд для ансамбля
- «Крик», экспрессионистический эскиз для ансамбля
- Чёрный монах, музыкальные иллюстрации по одноименной повести А. П. Чехова для флейты (флейты-пикколо), кларнета, скрипки, виолончели, фортепиано и ударных,
- Капричос, гротеск - сюита по серии офортов Ф. Гойи
- Русские наигрыши, посвященные ансамблю новой музыки «Звуковые пути»
- Веселые глазки, сюита для детского хора на стихи С. Черного
- А Вы знаете? сюита для детского хора на стихи Д. Хармса
- струнные квартеты,
- инструментальные квинтеты,
- сонаты для фортепиано,

- вокальные и хоровые сочинения,
- произведения для оркестров русских народных инструментов,
- музыка для детей,
- более 40 саундтреков к игровым и документальным фильмам, среди которых «Улицы разбитых фонарей-6,7»,

«Путешествие в счастливую Аравию», «Таганское танго», «Васильевский остров», «Женские мечты о дальних странах»,
«Прозрение» («Слепое кино»),, «Посвящение в любовь», «Около Пушкина», «Полярник», «Дорога к храму», «Как закаляется сталь», «Артист», «Обухов».